# Dermatemys mawii

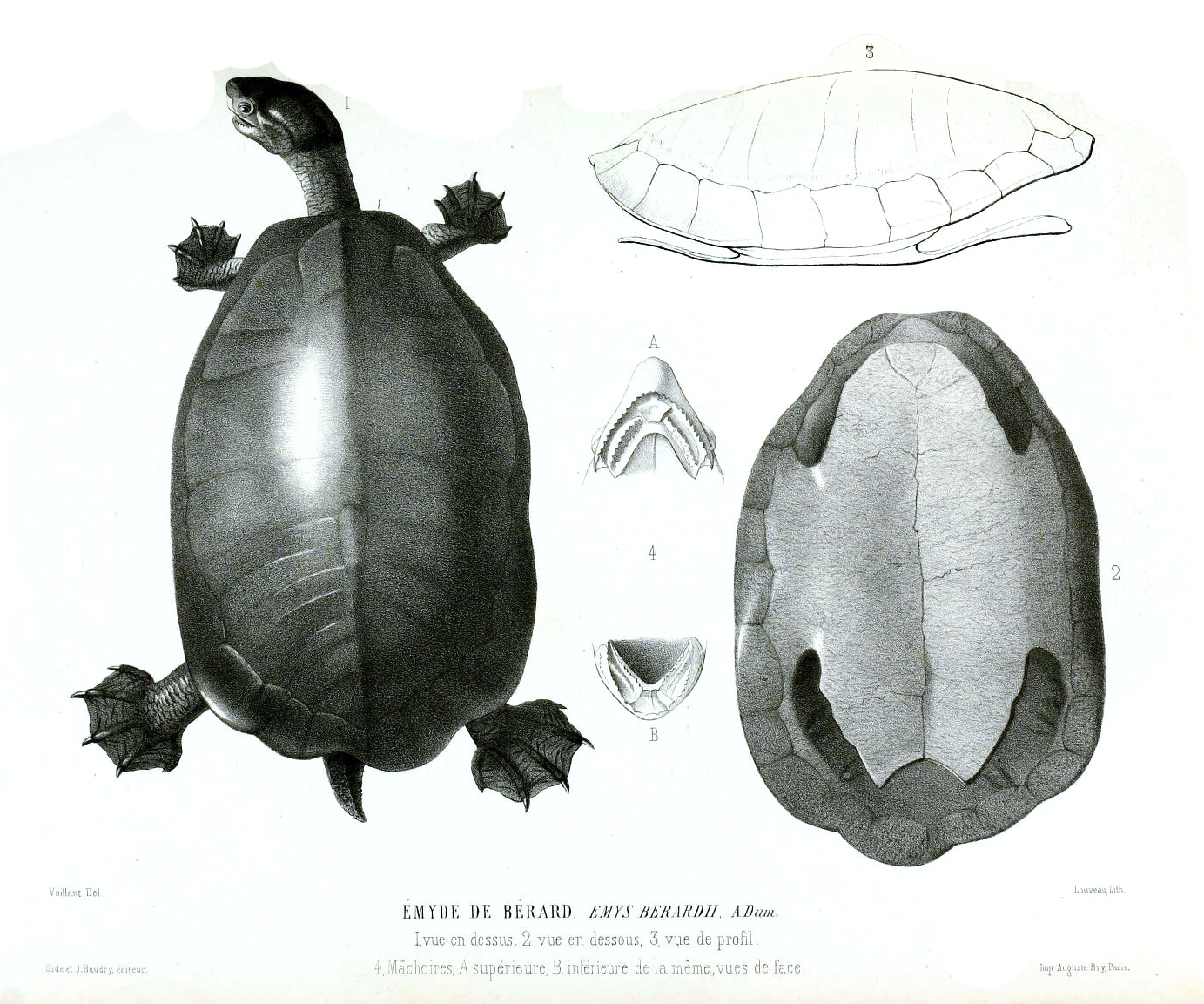
Tortuga blanca o tortuga Tabasco.

La tortuga blanca o tortuga Tabasco (Dermatemys mawii) es una especie de tortuga de la familia Dermatemydidae y monotípica del género Dermatemys. Es un animal nocturno y acuático que habita en grandes ríos y lagos desde el sur de México hasta el norte de Honduras en América Central.
La tortuga blanca es la tortuga más grande de Mesoamérica, llegando a medir hasta 65 cm., y alcanza un peso de 22 kg. Es una de las tortugas más antiguas que actualmente existen, y es el único representante viviente de la familia Dermatemydidae, una familia de tortugas conocida desde el Cretácico al Mioceno, por eso es considerada un "fósil viviente"
Se encuentra en peligro de extinción.

## Morfología
La tortuga blanca, es una especie emblemática del estado de Tabasco, México, y era tan abundante, que por muchos años, fue la más perseguida para alimentarse de su carne, debido a su gran tamaño ya que en estado adulto puede alcanzar los 65 cm de largo de su caparazón, y a que es una tortuga muy dócil, no es nada agresiva, y permite ser tocada sin mucha resistencia, por lo que es fácil de capturar.
Esta tortuga, tiene un caparazón muy ancho y aplanado, que va del gris obscuro al gris oliva, compuesto por cinco "escudos" cuatro pares costales, doce pares marginales y un escudo nucal. La forma de estas tortugas es bastante aplanada, para facilitar el movimiento dentro del agua. El caparazón es liso, es decir no posee quillas. El plastrón es de color blanco claro (de ahí proviene el nombre de tortuga blanca)  y sin dibujos, y el color de su piel es de un gris oscuro.  Las patas y la cola son también de tonos grises. Su cabeza es relativamente pequeña en relación con el tamaño del cuerpo y posee en un hocico alargado, casi puntiagudo con dos grandes fosas nasales.
Sus patas traseras
son fuertes y aplanadas, mientras que sus manos son muy palmeadas, lo cual la hace de hábitos casi totalmente acuáticos, demostrando gran dificultad al caminar fuera del agua. Una de sus características principales que la diferencian de otras especies de tortugas de agua dulce, es que no necesita salir del agua para termo-regularse.
Los machos presentan una cola más ancha y larga que las hembras, los machos adultos tienen la cabeza amarilla, con marcas vermiformes de color amarillo ocre a los lados que forman un triángulo desde las fosas nasales hasta la zona occipital por la parte lateral.
Es de hábitos nocturnos y completamente acuáticos, pasa largos períodos de tiempo bajo el agua y rara vez sale a respirar a la superficie por lo que es muy posible que tenga algún mecanismo que le permita obtener oxígeno del agua vía cutánea, bucofaríngea (ya que la toma por la boca y expulsa por la nariz constantemente). La tortuga blanca no sale del agua para asolearse ya que presenta una capacidad limitada para moverse eficientemente en la tierra, al tener manos completamente palmeadas.

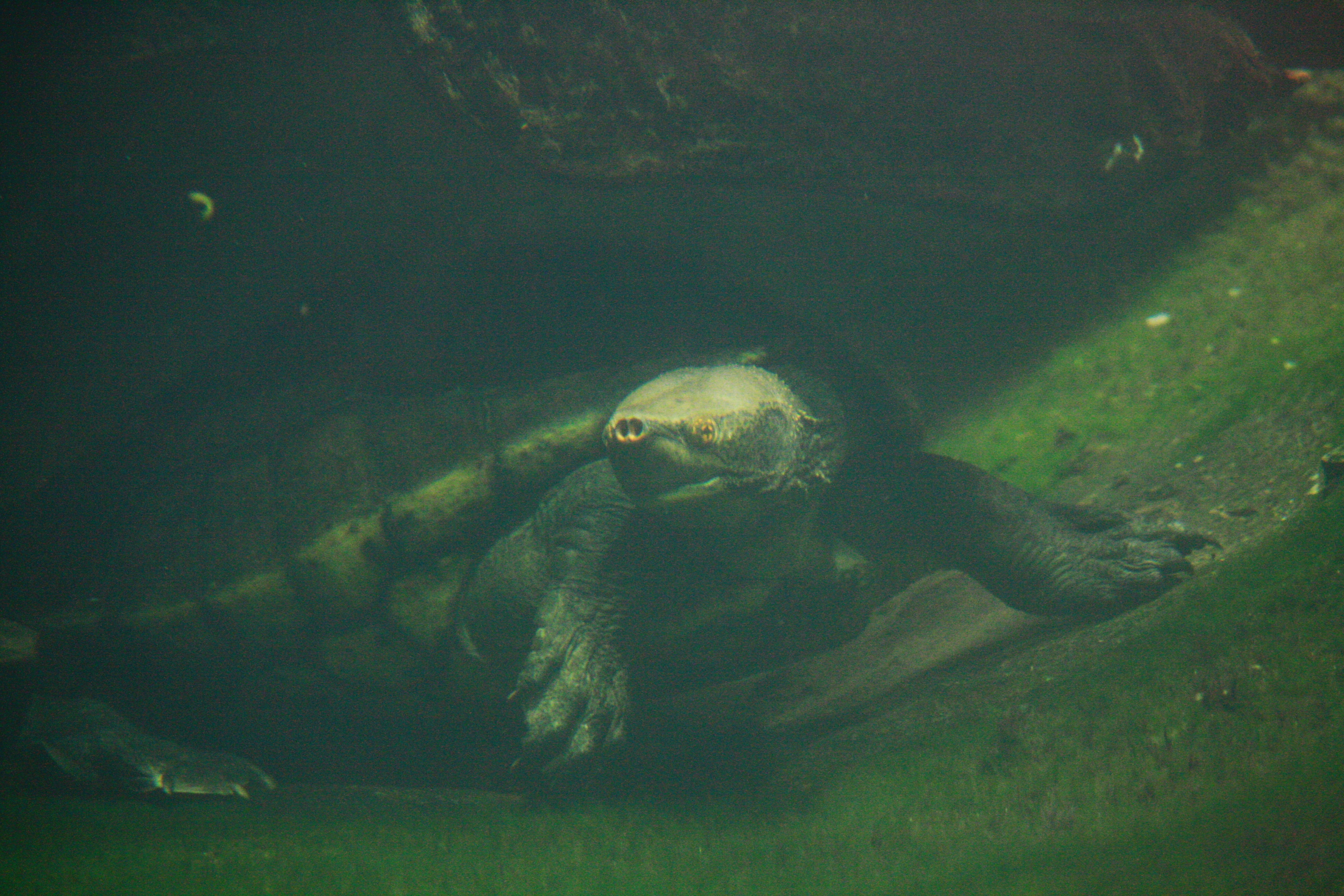
En el Prague Zoo.

## Hábitat
La tortuga blanca vive en ríos caudalosos, lagunas de agua dulce y zonas pantanosas permanentes con abundantes plantas acuáticas y emergentes alrededor, así como en algunas regiones de selvas inundables en la época de lluvias. Habita en algunas regiones del sur de México (principalmente en el estado de Tabasco, aunque también pueden encontrarse en Veracruz y la parte sur de la península de Yucatán) así como en Guatemala, Belice y norte de Honduras.

## Alimentación
Al ser una especie completamente herbívora, la tortuga blanca consume principalmente vegetación acuática (sumergida y flotante), consume con mayor frecuencia hojas, tallos, flores y frutos de una especie de planta herbácea de pequeño tamaño (Polygonum cetaceum), que crece a las orillas de los cuerpos de agua. Otras especies de las que se alimenta esta tortuga son el camalote (Paspalum paniculatum), maleza perenne de un metro de altura abundante de lugares húmedos y la hoja elegante (Xanthosoma roseus).

## Reproducción
La nidada ocurre durante la temporada de lluvias. Cuando los ríos se desbordan, estas tortugas aprovechan la oportunidad para desovar sin apenas salir del agua, por lo que los nidos se localizan en las orillas de los cuerpos de agua dulce.

## Otros Nombres
Otros nombres con los que es conocida en algunas regiones son: “Tortuga de Río de América Central”, “Tortuga Aplanada” o “Tortuga Fluvial Centroamericana”.